# Mercury-Redstone 2
Mercury-Redstone 2 (MR-2) – lot balistyczny programu Mercury, jedyny, w którym kapsuła ze ssakiem naczelnym została wyniesiona za pomocą rakiety Mercury-Redstone, będącej modyfikacją pocisku krótkiego zasięgu SSM-A-14 Redstone. Ssakiem wyniesionym tą kapsułą był szympans Ham.

## Misja
Trzeci test połączenia statku Mercury i rakiety nośnej Redstone. Był to jeden z serii produkowanych egzemplarzy kapsuły (nr 5). W kapsule zainstalowano sześć nowych układów, które nie były testowane w poprzednich misjach:
- system kontroli środowiska
- system stabilizacji wysokości
- silniki hamujące
- system komunikacji głosowej
- automatyczny system przerwania misji
- pneumatyczną poduszkę służącą do zmniejszenia sił działających na „pasażera” podczas wodowania[1].

## Zdarzenia
| Czas od startu | Zdarzenie                                    | Opis |
| -------------- | -------------------------------------------- | --- |
| T+00:00:00     | Start                                        | |
| T+00:00:16     | Początek ustawiania                          | Ustawianie kąta nachylenia od 90 do 45 stopni.                                                                               |
| T+00:00:40     | Koniec ustawiania                            | Osiągnięto nachylenie 45 stopni.                                                                                             |
| T+00:01:00     | Anomalia                                     | Komputery rejestrują, że nachylenie osiągnęło wartość 46 stopni i wzrasta.                                                   |
| T+00:01:24     | Max Q                                        | Maksymalne ciśnienie 27,5 kPa.                                                                                               |
| T+00:02:17     | BECO                                         | Wygaszenie silnika - 3 sekundy przed czasem. Prędkość 2,6 km/s.                                                              |
| T+00:02:17     | Przerwanie, odłączenie kapsuły               | Załączenie LES, odebranie sygnału ostrzegawczego przez służby ratownicze.                                                    |
| T+00:02:18     | Usterka                                      | Przewód dolotu powietrza z zewnątrz wypuszczony, obniżenie ciśnienia wewn. z 38 do 7 kPa.                                    |
| T+00:02:19     | Odłączenie silnika hamującego                | Wstępne przygotowanie do powrotu                                                                                             |
| T+00:02:20     | Odłączenie wieżyczki awaryjnej               | |
| T+00:02:35     | Ustawienie pozycji                           | System ASCS ustawia kapsułę obróconą o 180 st., ustawiając osłonę termiczną na przodzie. Dziób przechylony w dół o 34 stopni |
| T+00:05:00     | Apogeum                                      | Wysokość 252,7 km osiągnięta 317 km od kosmodromu.                                                                           |
| T+00:05:45     | Schowanie peryskopu                          | |
| T+00:06:20     | Manewr orientacji przed wejściem w atmosferę | |
| T+00:08:24     | Manewr .05 G                                 | |
| T+00:10:47     | Spadochron hamujący wypuszczony              | Odbezpieczono na wys. 6,7 km zwalniając do 111 m/s i stabilizując kapsułę.                                                   |
| T+00:10:54     | Wysuw rurki tlenowej                         | |
| T+00:11:24     | Główny spadochron wypuszczony                | |
| T+00:11:29     | Napompowanie poduszek lądownika              | |
| T+00:11:29     | Zrzut paliwa                                 | Zapas nadtlenku wodoru automatycznie zrzucony.                                                                               |
| T+00:16:39     | Wodowanie                                    | W odległości około 100 km od najbliższego okrętu – niszczyciela USS Ellison.                                                 |
| T+00:16:39     | Procedury ostrzegawcze                       | |

Po około 27 minutach od wodowania, kapsuła została dostrzeżona przez samolot zwiadowczy. Ponieważ dotarcie do kapsuły zajęłoby okrętowi zbyt wiele czasu, zdecydowano wysłać w jej stronę helikoptery z okrętu USS Donner (LSD-20). Gdy dotarły one do celu, okazało się, że uszkodzona wskutek uderzenia o powierzchnię oceanu kapsuła nabiera wody i tonie. Kapsułę podczepiono i przetransportowano na pokład USS Donner. Szympans Ham dobrze zniósł warunki lotu.

## Lot w liczbach
- osiągnięta wysokość: 253 km
- czas trwania lotu: 16 min. 39 s.
- przebyta odległość: 679 km
- status misji: częściowo udany
- cel: suborbitalny lot z małpą na pokładzie i automatyczne przerwanie misji[1].